# Obligațiune de război

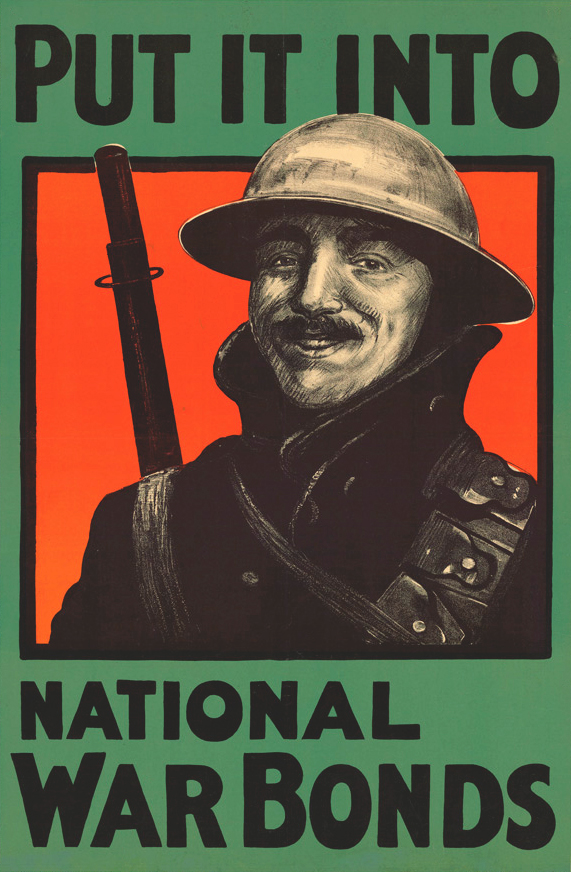
Anunț publicitar privind obligațiunile naționale de război ale Regatului Unit (1918)

Obligațiunile de război (denumite uneori obligațiuni ale victoriei, în special în propagandă) sunt titluri valoare emise de un guvern pentru finanțarea operațiunilor militare și a altor cheltuieli în timp de război fără a crește impozitele la un nivel nepopular. Ele sunt, de asemenea, un mijloc de control al inflației prin scoaterea banilor din circulație într-o economie de război stimulată. Obligațiunile de război sunt fie obligațiuni cu amănuntul comercializate direct către public, fie pachete de obligațiuni tranzacționate pe o piață bursieră. Îndemnurile pentru cumpărarea de obligațiuni de război au fost adesea însoțite de apeluri la patriotism și conștiință. Obligațiunile de război cu amănuntul, ca și alte obligațiuni cu amănuntul, tind să aibă un randament inferior celui oferit de piață și sunt adesea puse la dispoziție într-o gamă largă de cupiuri pentru a le face accesibile tuturor cetățenilor.

## Înainte de Primul Război Mondial

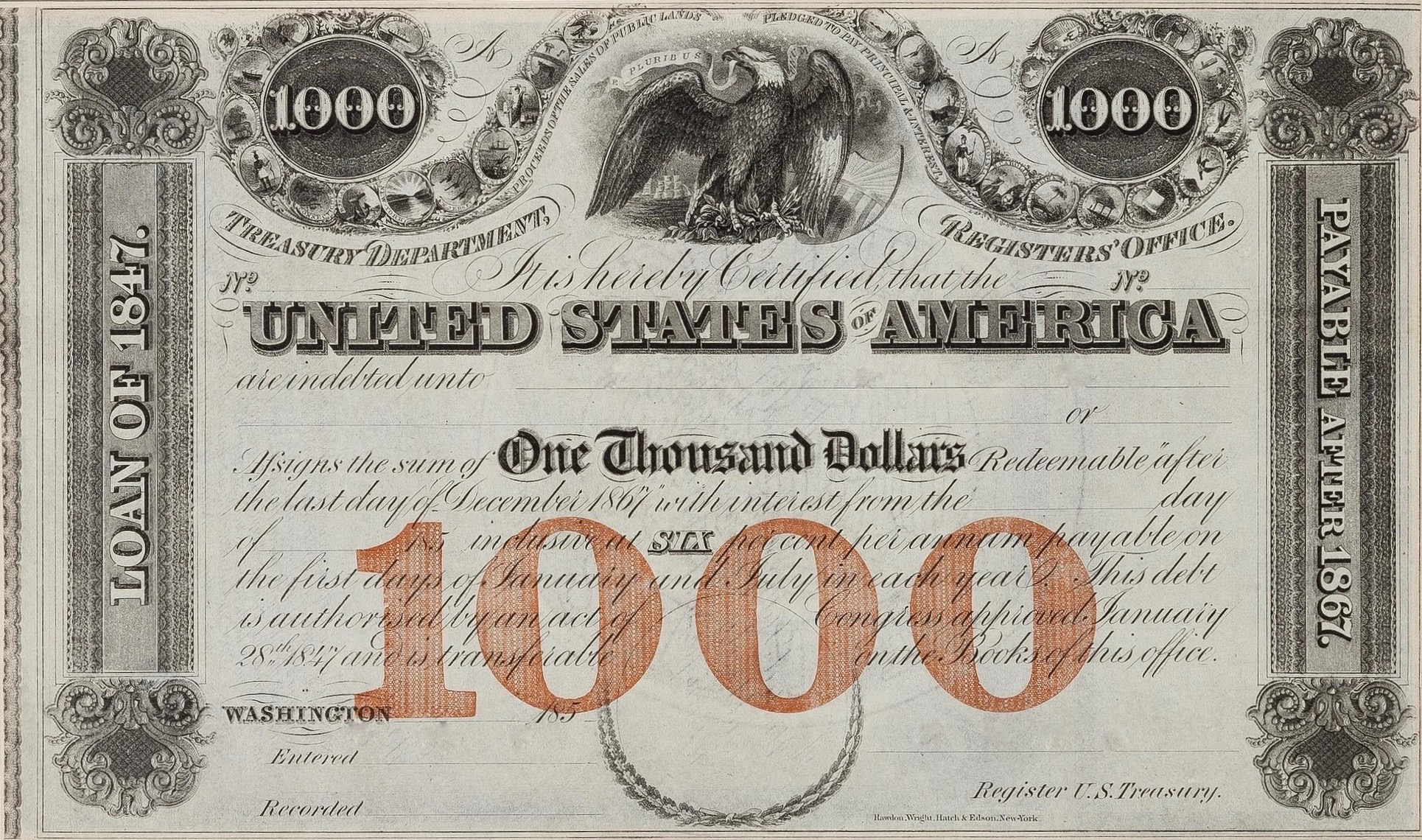
Împrumut al guvernului SUA pentru Războiul Mexicano-American în valoare de 1.000 de dolari

De-a lungul istoriei, guvernele au avut nevoie să împrumute bani pentru ca să poată purta războaie. În mod tradițional, acestea tratau cu un grup restrâns de finanțatori bogați, precum Jakob Fugger și Nathan Rothschild⁠(d), dar nu se făcea nicio distincție specială între datoriile contractate în timp de război sau în timp de pace. O utilizare timpurie a termenului „obligațiune de război” a fost pentru suma de 11 milioane de dolari atrasă de Congresul SUA prin Legea din 14 martie 1812, pentru a finanța Războiul din 1812, dar aceasta emisiune de obligațiuni nu era destinată publicului larg. Până în iulie 2015, probabil că cele mai vechi obligațiuni încă în circulație ca urmare a războiului erau obligațiunile britanice „Consol”, unele dintre acestea fiind rezultatul refinanțării datoriilor contractate în timpul războaielor napoleoniene, dar acestea au fost răscumpărate în urma adoptării Legii finanțelor din 2015.

## Primul Război Mondial

### Austro-Ungaria
Guvernul Austro-Ungariei a știut încă din primele zile ale Primului Război Mondial că nu poate conta pe împrumuturile din partea principalelor sale instituții bancare ca să facă față costurilor tot mai mari ale războiului. În schimb, a pus în aplicare o politică de finanțare a războiului pe modelul celei a Germaniei: în noiembrie 1914, a fost emis primul împrumut cu finanțare. Ca și în Germania, împrumuturile austro-ungare au urmat un plan prestabilit și au fost emise la intervale semestriale, în fiecare noiembrie și mai. Primele obligațiuni austriece plăteau o dobândă de 5% și aveau un termen de cinci ani. Cea mai mică valoare disponibilă a obligațiunilor era de 100 de coroane.
Ungaria a emis împrumuturi separat de Austria în 1919, după încetarea războiului și după ce s-a separat de Austria, sub formă de acțiuni care permiteau subscriitorului să solicite rambursarea după un preaviz de un an. Dobânda era fixată la 6%, iar cea mai mică valoare nominală era de 50 de coroane. Subscrierile la prima emisiune de obligațiuni austriece s-au ridicat la 440 de milioane de coroane, iar cele de la prima emisiune maghiară s-au ridicat la 235 de milioane de coroane.
Resursele financiare limitate ale copiilor au fost exploatate prin campanii în școli. Cuantumul minim inițial al obligațiunilor austriece de 100 de coroane depășea mijloacele celor mai mulți copii, astfel că a treia emisiune de obligațiuni, în 1915, a introdus un sistem prin care copiii puteau dona o sumă mică și să contracteze un împrumut bancar pentru a acoperi restul de 100 de coroane. Inițiativa a avut un succes uriaș în rândul tinerilor austro-ungar, obținând fonduri și încurajând loialitatea față de stat și viitorul acestuia. Peste 13 milioane de coroane au fost colectate în primele trei emisiuni de „obligațiuni pentru copii”.

### Canada
Participarea Canadei la Primul Război Mondial a început în 1914, cu obligațiuni de război canadiene numite după 1917 „Victory Bonds”. Primul împrumut de război intern a fost contractat în noiembrie 1915, dar abia în cea de-a patra campanie din noiembrie 1917 a fost utilizat termenul de „împrumut pentru victorie”. Primul împrumut pentru victorie a fost o emisiune cu obligațiuni în aur pe 5, 10 și 20 de ani, cu dobândă de 5,5%, în valori nominale de până la 50 de dolari canadieni. Acesta a fost rapid suprasubscris, colectând 398 de milioane de dolari sau aproximativ 50 $ pe cap de locuitor. Al doilea și al treilea împrumut pentru victorie au fost lansate în 1918 și 1919, aducând alți 1.340 de milioane de dolari. Pentru cei care nu își puteau permite să cumpere Victory Bonds, guvernul a emis și Certificate de Economii de Război. Guvernul a acordat comunităților care au cumpărat volume mari de obligațiuni Steaguri de onoare „Victory Loan”

### Germania

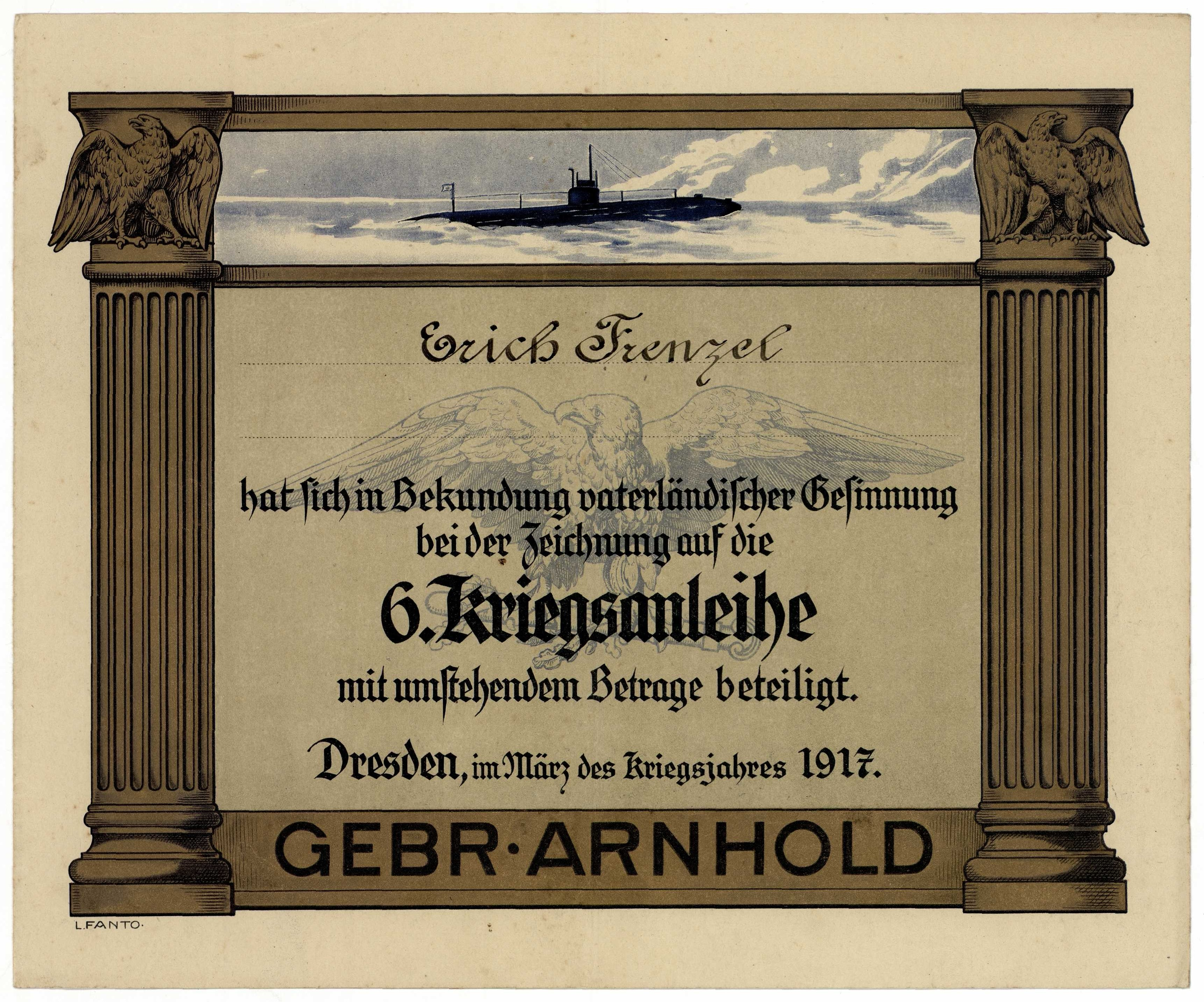
Obligațiune de război germană din 1917, distribuită de Bankhaus Gebrüder Arnhold

Deoarece era neobișnuit în Europa continentală să reprezinte pe afișe lupta omului împotriva omului, soldații inamicului au fost înlocuiți cu simbolul țării. Aici leul britanic este ucis de un războinic german idealizat în haine arhaice.

Spre deosebire de Franța și Regatul Unit, la izbucnirea Primului Război Mondial, Germania s-a trezit în mare parte exclusă de pe piețele financiare internaționale. Acest lucru a devenit evident după ce, în 1914, a eșuat o încercare de plasare a unei cereri importante de împrumut pe Wall Street. Ca atare, Germania a fost în mare măsură limitată la împrumuturi interne, care au fost stimulate de o serie de legi privind creditele de război adoptate de Reichstag. Aceasta a avut loc sub mai multe forme; cu toate acestea, cele mai mediatizate au fost obligațiunile publice de război (Kriegsanleihe).
Nouă campanii de strângere de obligațiuni au fost desfășurate pe durata războiului și, la fel ca în Austria-Ungaria, împrumuturile au fost emise la intervale de șase luni. Acțiunile propriu-zise durau adesea mai multe săptămâni, timp în care se făcea uz intens de propagandă prin toate mijloacele posibile. Majoritatea obligațiunilor aveau o rată de rentabilitate de 5% și erau rambursabile pe o perioadă de zece ani, în plăți semestriale. La fel ca obligațiunile de război din alte țări, emisiunile germane de obligațiuni de război au fost concepute ca să fie manifestări extraordinare de patriotism, iar obligațiunile au fost vândute prin intermediul băncilor, oficiilor poștale și al altor instituții financiare
Ca și în alte țări, majoritatea investitorilor nu au fost persoane fizice, ci instituții și corporații mari. Industriile, fondurile universitare, băncile locale și chiar administrațiile locale au fost principalii investitori în obligațiunile de război. În parte datorită presiunii publice intense și în parte datorită angajamentului patriotic, campania de strângere de obligațiuni s-a dovedit extrem de reușită, adunând aproximativ 10 miliarde de mărci-aur. Deși extrem de reușite, campaniile de emisiuni de obligațiuni de război a acoperit doar două treimi din cheltuielile legate de război. Între timp, dobânzile datorate pentru obligațiuni reprezentau o cheltuială în creștere care necesita resurse suplimentare pentru a fi plătite.

### Regatul Unit

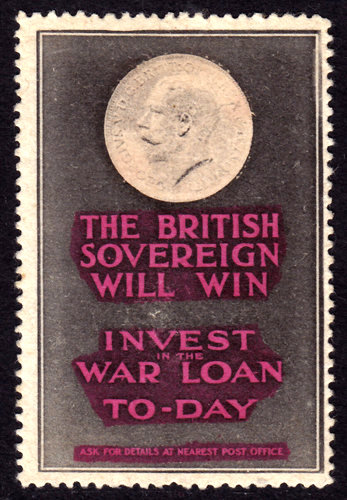
Suveranul britanic va învinge / Investește în împrumutul de război pentru ziua de azi. O reclamă publicitară britanică din Primul Război Mondial

În august 1914, rezervele de aur ale Băncii Angliei și, efectiv, ale tuturor instituțiilor bancare din Marea Britanie se ridicau la 9 milioane lire. Băncile se temeau că declarația de război va declanșa o retragere masivă de fonduri de la bănci, astfel încât cancelarul David Lloyd George a prelungit vacanța bancară din august cu trei zile pentru ca să permită adoptarea „Legea privind moneda și bancnotele din 1914”, prin care Marea Britanie a părăsit etalonul aur. În temeiul acestei legi, Trezoreria a emis 300 de milioane de lire (echivalentul a 25,1 miliarde de lire în anul 2013) în bancnote de hârtie, fără suport de aur, cu care băncile își puteau rambursa obligațiile. Bancherul Walter Leaf⁠(d) a descris aceste bonuri de trezorerie ca fiind „în esență, un împrumut de război fără dobândă, pe o perioadă nelimitată și, ca atare, un instrument foarte profitabil din punctul de vedere al guvernului”.
Primul împrumut de război purtător de dobândă a fost emis în noiembrie 1914 la o rată a dobânzii de 3,5%, urmând să fie rambursat la valoare nominală în 1925-1928. Acesta a strâns 332,5 de milioane de lire pentru obligațiunile emise cu o valoare nominală de 350 de milioane de lire, deoarece a fost o emisiune cu un discount de 5%. În 2017 a fost dezvăluit faptul că subscrierile publice s-au ridicat la 91 de milioane de lire sterline, iar diferența a fost subscrisă de Banca Angliei, în numele guvernatorului de atunci, John Gordon Nairne, și al adjunctului său Ernest Harvey. Acesta a fost urmat de un al doilea împrumut de război în iunie 1915, la o dobândă de 4,5%, în valoare de 901 milioane de lire. Din această sumă, 17,6 milioane a reprezentat conversia emisiunii la 3,5%, iar alte 138 de milioane de lire pentru deținătorii de obligațiuni fără data de expirare Consols⁠(d) cu dobânzi de 2,5% și 2,75%, cărora li s-a permis, de asemenea, să treacă la rata dobânzii mai ridicată. De asemenea, guvernul a promis că, în cazul în care va emite obligațiuni de război cu o dobândă și mai mare, deținătorii de obligațiuni de 4,5% ar putea, de asemenea, să treacă la noua rată. În memoriile sale, Lloyd George și-a exprimat regretul că succesorul său, Reginald McKenna⁠(d), a crescut rata dobânzii într-un moment în care investitorii aveau puține alternative. Aceasta nu numai că a crescut în mod direct plățile anuale ale națiunii pentru dobânzi cu 100 de milioane de lire, dar a însemnat că ratele dobânzilor au fost mai mari în întreaga economie în timpul crizei economice postbelice.
În comparație cu Franța, în timpul Primului Război Mondial, guvernul britanic s-a bazat mai mult pe finanțarea pe termen scurt sub formă de bonuri de trezorerie și obligațiuni de stat. Bonurile de trezorerie reprezentau cea mai mare parte a fondurilor guvernului britanic în 1916 și erau disponibile pentru termene de 3, 6, 9 și 12 luni, la o rată a dobânzii de 5%. Deși acestea nu erau desemnate în mod oficial ca obligațiuni de război, publicitatea era explicită cu privire la scopul lor. Această reclamă din aprilie 1916 pentru obligațiuni Exchequer 5% era tipică pentru acea perioadă: „Împrumută-ți banii pentru țara ta. Soldatul nu are nimic împotrivă să-și ofere viața pentru țara sa. El o oferă în mod liber, pentru că viața sa poate fi prețul victoriei. Dar victoria nu poate fi câștigată fără bani și fără oameni, iar banii dumneavoastră sunt necesari. Spre deosebire de soldat, investitorul nu își asumă niciun risc. Dacă investești în Exchequer Bonds, banii tăi, capital și dobândă deopotrivă, sunt garantați de Fondul Consolidat al Regatului Unit, principala instituție de securitate a lumii”.
Politica s-a schimbat atunci când guvernul lui Asquith a căzut în decembrie 1916 și Bonar Law a devenit cancelar în noul guvern de coaliție. Al treilea împrumut de război a fost lansat în ianuarie 1917, cu o reducere de 5 % față de valoarea nominală și plătind o dobândă de 5 % (sau 4 % scutită de impozit timp de 25 de ani), o rată pe care Lloyd George a descris-o drept „penală” . Deținătorii de împrumuturi de război, bonuri de trezorerie și certificate de cheltuieli de război existente au putut să le convertească la emisiunea de 5%. Din cele 2,08 miliarde de lire sterline strânse prin împrumutul de război de 5%, doar 845 de milioane de lire sterline au fost bani noi; restul au fost conversii de 820 de milioane de lire sterline din împrumutul de 4,5%, 281 de milioane de lire sterline din obligațiunile de tezaur și 130 de milioane de lire sterline din bonurile de trezorerie. Politicianul laburist Tom Johnston va scrie mai târziu despre împrumutul de război din 1917: „Niciun cuceritor străin nu ar fi putut concepe un jaf și o înrobire mai completă a națiunii britanice”.
La 30 iunie 1932, Neville Chamberlain a anunțat că guvernul își va exercita dreptul de a solicita plata împrumutului de război de 5%, oferind posibilitatea de a alege între a lua bani lichizi sau a continua împrumutul la 3,5%. Deși au fost obligați să notifice o astfel de schimbare cu 90 de zile înainte, deținătorilor care au acționat până la 31 iulie li s-a oferit un bonus în numerar de 1 % neimpozabil. Această conversie a permis guvernului să economisească aproximativ 23 de milioane de lire net pe an. La 3 decembrie 2014, guvernul britanic a anunțat că va răscumpăra împrumuturile de război scadente la 9 martie 2015

### Statele Unite ale Americii

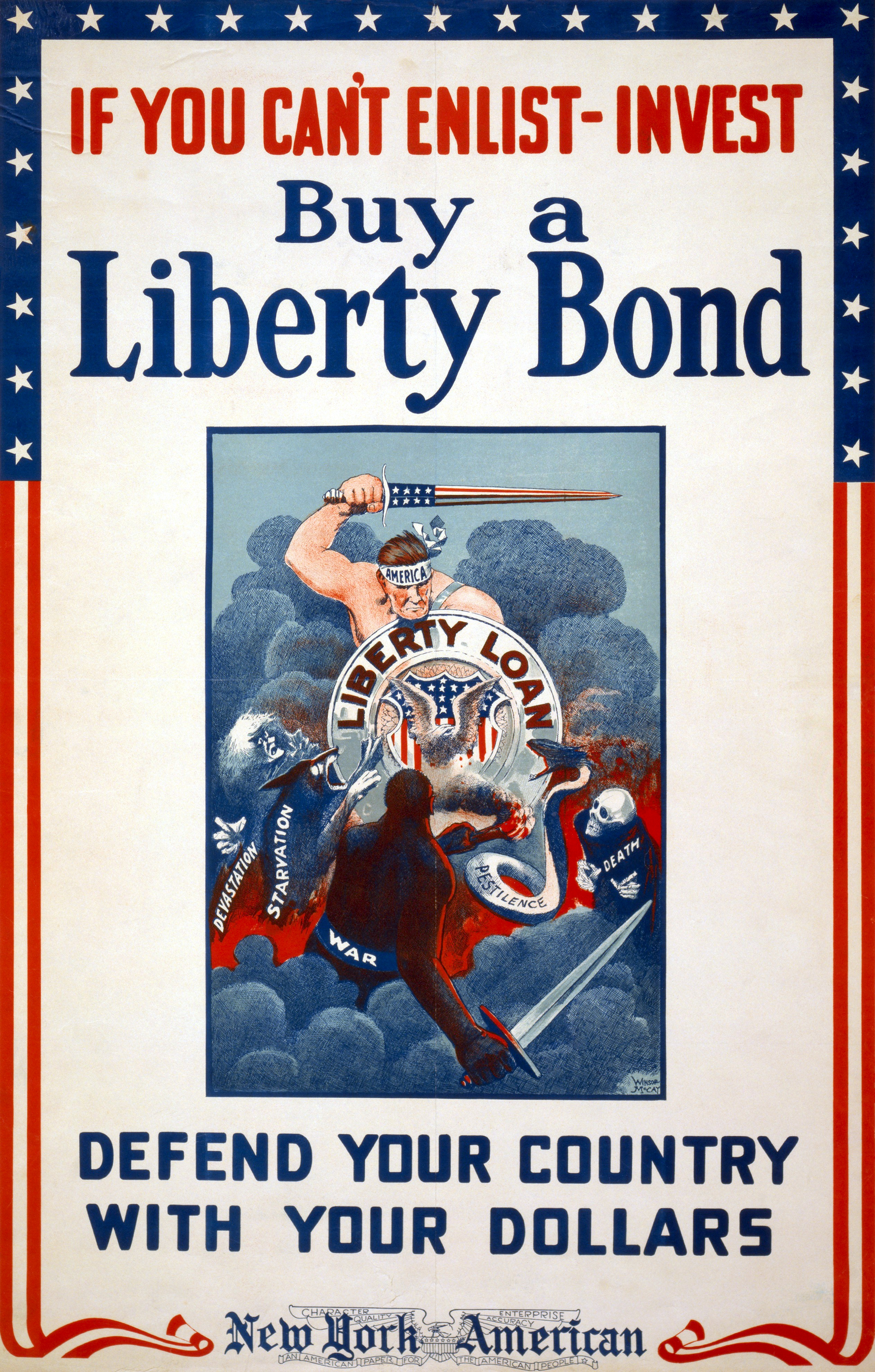
Afiș publicitar pentru obligațiunile „Liberty” emise în Primul Război Mondial

În 1917 și 1918, guvernul Statelor Unite a emis Liberty Bonds pentru a strânge bani pentru implicarea sa în Primul Război Mondial. O campanie agresivă a fost creată de Secretarul Trezoreriei William Gibbs McAdoo⁠(d) pentru popularizarea obligațiunilor, motivate în mare parte ca apeluri patriotice. Departamentul Trezoreriei a colaborat îndeaproape cu Comitetul pentru informare publică la elaborarea campaniilor Liberty Bond. Mesajele de propagandă rezultate împrumutau adesea din discursul uzual militar.
Guvernul a apelat la artiști celebri pentru realizarea de afișe și a folosit vedete de cinema și de teatru pentru găzduirea mitingurilor pentru obligațiuni. Al Jolson⁠(d), Ethel Barrymore⁠(d), Marie Dressler, Elsie Janis⁠(d), Theda Bara⁠(d), Fatty Arbuckle, Mabel Normand, Mary Pickford, Douglas Fairbanks și Charlie Chaplin s-au numărat printre celebritățile care au avut apariții publice promovând elementul patriotic al achiziționării de obligațiuni Liberty. Chaplin a realizat, de asemenea, un scurtmetraj, Acțiuni de război, pe cheltuiala sa, pentru această campanie. Chiar și organizațiile de cercetași au vândut obligațiuni sub sloganul „Fiecare cercetaș salvează un soldat”. Campania a stimulat eforturile comunităților din întreaga țară pentru vinderea de obligațiuni și a avut un mare succes, ducând la subscrieri excedentare la a doua, a treia și a patra emisiune de obligațiuni. Potrivit cercetărilor Societății Istorice din Massachusetts, „Deoarece primul război mondial a costat guvernul federal mai mult de 30 de miliarde de dolari, (prin comparație, cheltuielile federale totale în 1913 au fost de numai aceste programe au devenit vitale ca modalitate de a strânge fonduri”.
30 miliarde (prin comparație, cheltuielile federale totale în 1913 au fost de numai 970 de milioane de dolari), aceste programe au devenit vitale ca modalitate de a strânge fonduri".

## Al Doilea Război Mondial

### Canada

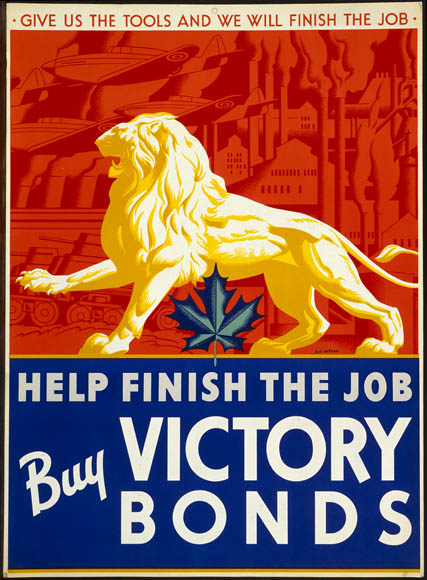
Afiș publicitar canadian pentru obligațiunile „Liberty” din 1941 – „Dați-ne uneltele și noi vom termina treaba”

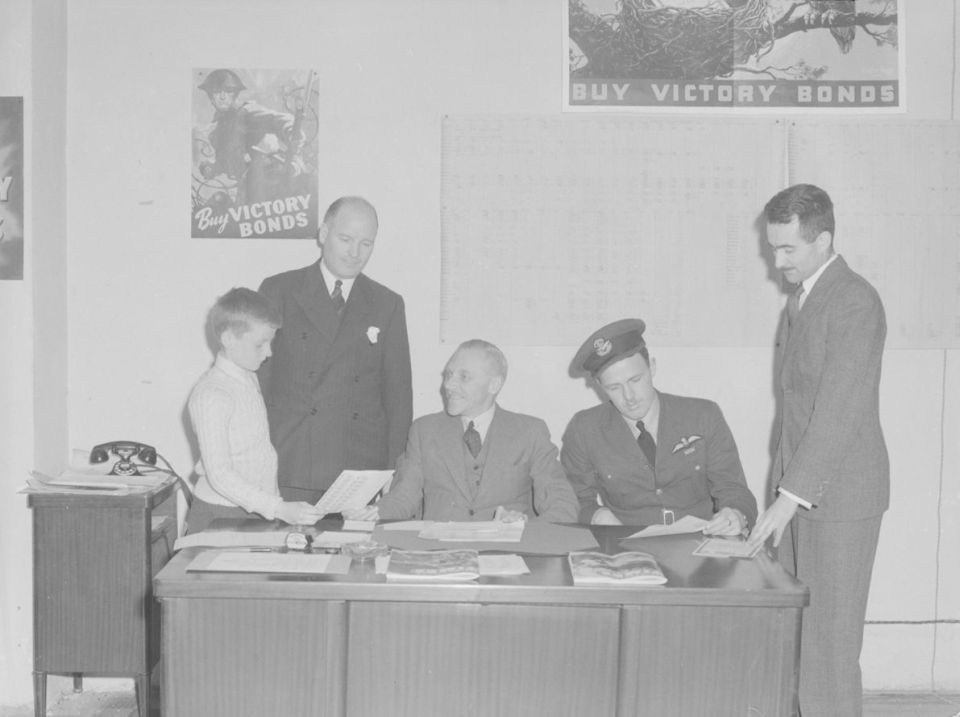
Vânzări de obligațiuni Victory în Montreal în 1943

Implicarea Canadei în cel de-al Doilea Război Mondial a început când Canada a declarat război Germania nazistă la 10 septembrie 1939, la o săptămână după Regatul Unit. Aproximativ jumătate din costurile de război ale Canadei au fost acoperite prin certificate de economii de război și obligațiuni de război cunoscute sub numele de obligațiuni „Victory”, la fel ca în Primul Război Mondial. Certificatele de economii de război au început să fie vândute în mai 1940 și au fost vândue din ușă în ușă de către voluntari, precum și la bănci, oficii poștale, societăți fiduciare și alți comercianți autorizați. Au fost emise certificate de economii de război care ajungeau la scadență după șapte ani și plăteau 5 dolari pentru fiecare 4 dolari investiți, însă persoanele fizice nu puteau deține mai mult de 600 de dolari în certificate. Deși efortul a strâns fonduri în valoare de 318 milioane de dolari canadieni și a reușit să implice financiar milioane de canadieni în efortul de război, a furnizat guvernului Canadei doar o parte din ceea ce era necesar.
Vânzarea de obligațiuni Victory s-a dovedit a fi un succes financiar mult mai mare. Au existat zece campanii de vânzare a obligațiunilor Victory pe timp de război și una postbelică. Spre deosebire de certificatele de economii de război, obligațiunile Victory nu aveau o limită de cumpărare. Bondurile au fost emise cu scadențe cuprinse între șase și paisprezece ani, cu rate ale dobânzii cuprinse între 1,5% pentru bondurile pe termen scurt și 3% pentru bondurile pe termen lung și au fost emise în valori nominale cuprinse între 50$ și 100.000 de dolari. Canadienii au cumpărat obligațiuni Victory în valoare de 12,5 miliarde de dolari sau aproximativ 550 de dolari pe cap de locuitor, achizițiile societăților comerciale reprezentând jumătate din totalul vânzărilor de obligațiuni Victory. Prima emisiune de obligațiuni Victory din februarie 1940 și-a atins obiectivul de 20 de milioane de dolari în mai puțin de 48 de ore, a doua emisiune din septembrie 1940 atingându-și obiectivul de 30 de milioane de dolari aproape la fel de repede.
Când a devenit evident că războiul va dura mai mulți ani, programele de obligațiuni și certificate de război au fost organizate mai în detaliu în decembrie 1941 în cadrul „Comitetul Național pentru Finanțarea Războiului”, condus inițial de președintele Băncii Montrealului și ulterior de guvernatorul Băncii Canadei. Sub o conducere mai profesionistă, comitetul a dezvoltat strategii, propagandă și o amplă recrutare de voluntari pentru campaniile de strângere de obligațiuni. Aceste campanii aveau loc la fiecare șase luni, timp în care nicio altă organizație nu avea voie să solicite bani publicului. Guvernul a cheltuit peste 3 milioane de dolari pentru reclamă, prin afișe, trimiteri poștale directe, trailere de filme (inclusiv unele realizate de Walt Disney în colaborare cu departamentul de animație al nou înființatului „National Film Board of Canada”, pe care fostul partener a contribuit la înființare), reclame radio și pagini întregi de publicitate în majoritatea ziarelor și revistelor săptămânale importante. Punerea în scenă în mod realist a unor invazii militare, precum scenariul If Day⁠(d) din Winnipeg, Manitoba, au fost folosite pentru a-i șoca și sensibiliza pe cetățeni în vederea cumpărării de obligațiuni.

### Germania
Regimul nazist nu a încercat niciodată să convingă populația să cumpere obligațiuni de război pe termen lung, așa cum se procedase guvernul imperial în timpul Primului Război Mondial. Guvernul Reichului nu dorea să prezinte nicio formă percepută ca referendum public privind războiul, care ar fi fost rezultatul indirect al unei campanii de strângere de obligațiuni care nu ar fi avut succes. Mai degrabă, regimul și-a finanțat eforturile de război împrumutând direct de la instituțiile financiare, folosind obligațiuni de război pe termen scurt drept garanție. Bancherii germani au fost de acord fără nicio manifestare de rezistență să includă obligațiunile de stat în portofoliile lor. Instituțiile financiare și-au transferat banii către Ministerul de Finanțe în schimbul unor bilete la ordin. Prin această strategie, 40 de milioane de conturi bancare și de investiții au fost convertite în mod discret în obligațiuni de război, furnizând guvernului Reichului o rezervă continuă de bani. De asemenea, comisionarii bancari germani au obligat Cehoslovacia ocupată să cumpere obligațiuni de război germane. Până la sfârșitul războiului, obligațiunile de război germane reprezentau 70% din investițiile deținute de băncile cehoslovace.

### Regatul Unit
În Regatul Unit, National Savings Movement⁠(d) a avut un rol esențial în strângerea de fonduri pentru efortul de război în timpul ambelor războaie mondiale. În timpul celui de-al Doilea Război Mondial, War Office⁠(d) a instituit o Campanie de economii de război pentru a sprijini efortul de război. Au fost organizate Săptămâni locale ale economisirii, care au fost promovate prin afișe cu titluri precum „Împrumută pentru a apăra dreptul de a fi liber”, „Economisește pentru victorie” și „Economiile de război sunt nave de război”.

### Statele Unite ale Americii
Până în vara anului 1940, victoriile Germaniei împotriva Poloniei, Danemarcei, Norevegiei, Belgiei, Țărilor de Jos, Franței și Luxemburgului au provocat îngrijorarea guvernului, care se pregătea discret pentru posibila implicare a Statelor Unite în al Doilea Război Mondial. Principala preocupare a fost reprezentată de problemele legate de finanțarea războiului. Mulți dintre consilierii președintelui Franklin D. Roosevelt erau în favoarea unui sistem de creștere a impozitelor și a unui program de economisire forțată, așa cum susținea economistul britanic John Maynard Keynes. În teorie, acest lucru ar permite creșterea cheltuielilor, reducând în același timp riscul de inflație. Cu toate acestea, secretarul Trezoreriei Henry Morgenthau Jr.⁠(d) a preferat lansarea în toamna anului 1940 a unui sistem de împrumut voluntar și a început să planifice un program de obligațiuni de apărare națională. Intenția lui era să combine atractivitatea obligațiunilor pentru copii care fuseseră implementate în perioada interbelică cu elementul patriotic al Liberty Bonds⁠(d) din Primul Război Mondial.

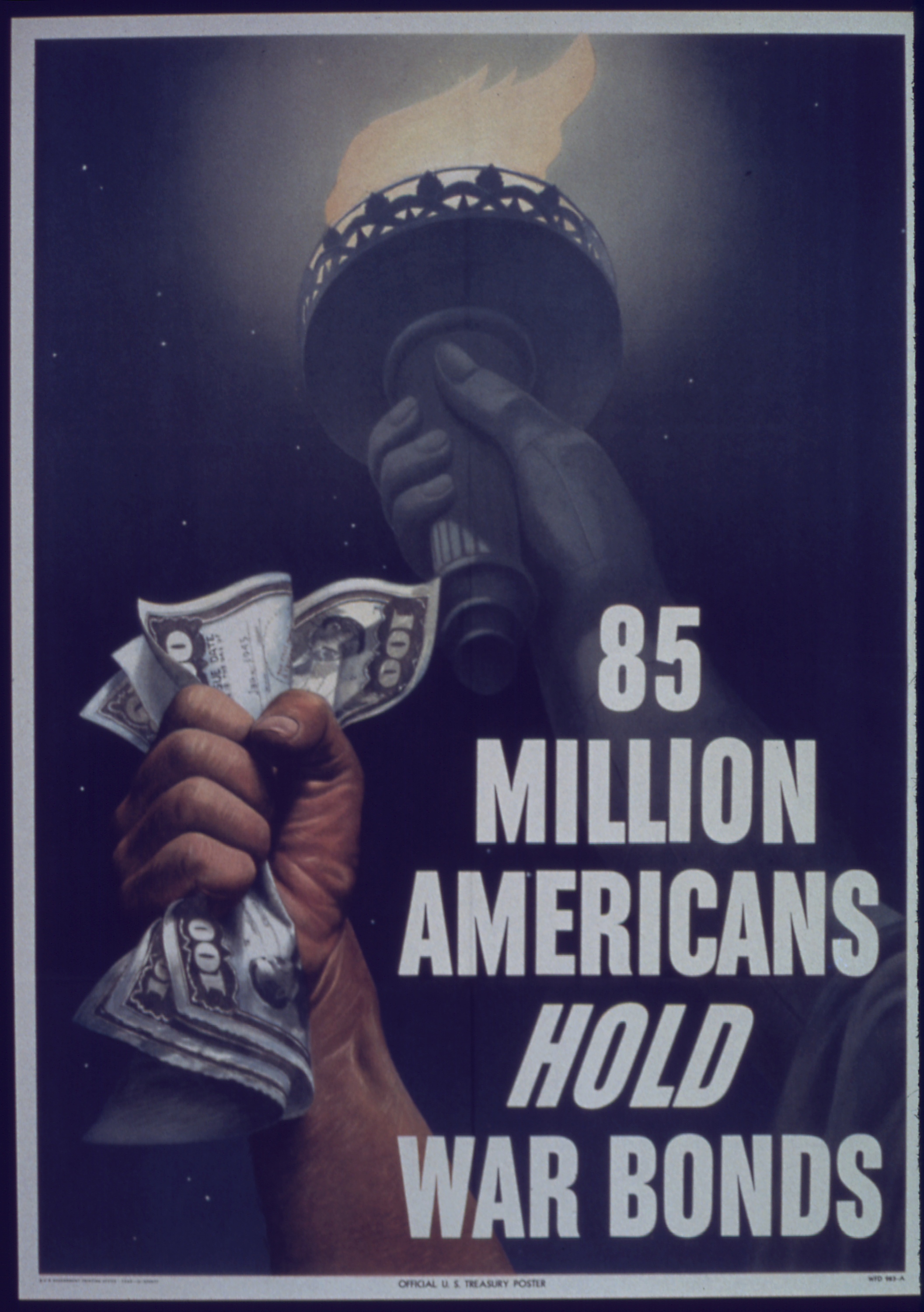
Un afiș conceput pentru a încurajarea achiziționării obligațiunilor de război

Henry Morgenthau Jr. a apelat la ajutorul politologlui specializat în propagandă Peter Odegard⁠(d) pentru elaborarea obiectivelor programului de obligațiuni. La sfatul lui Odegard, Trezoreria a început să comercializeze obligațiunile pentru copii, care înregistraseră un mare succes în perioada anterioară, sub denumirea de „obligațiuni de apărare”. Vor fi lansate trei noi serii de obligațiuni, seriile E, F și G, dintre care Seria E vor fi destinate persoanelor fizice ca „obligațiuni de apărare” Like the baby bonds, they were sold for as little as $18.75 and matured in ten years, at which time the United States government paid the bondholder $25.. Au fost puse la dispoziție cupiuri mari, cuprinse între 50 și 1 000 de dolari, care, spre deosebire de Liberty Bonds din Primul Război Mondial, erau obligațiuni nenegociabile. Pentru cei cărora le era dificil să achiziționeze o obligațiune întreagă deodată, puteau fi achiziționate timbre de 10 cenți. Acestea erau colectate în albume aprobate de Trezorerie până când posesorul acumulase suficiente timbre pentru achiziționarea unei obligațiuni . Numele obligațiunilor a fost în cele din urmă schimbat în „obligațiuni de război” după atacul japonez asupra Pearl Harbor din 7 decembrie 1941, care a dus la intrarea Statelor Unite în război. 
Comitetul Finanțelor de Război a fost însărcinat cu supravegherea vânzării tuturor obligațiunilor, iar Consiliul Publicității de Război a promovat participarea voluntară la cumpărarea de obligațiuni. Arta contemporană a fost utilizată pentru promovarea obligațiunilor, cum a fost desenul animat Any Bonds Today?din 1942 al Warner Bros. Mai mult de un sfert de miliard de dolari reprezentând publicitate au fost donați în timpul primilor trei ani ai Programului de economii pentru apărarea națională. Guvernul a apelat la public prin intermediul culturii populare. Seria de picturi a lui Norman Rockwell, Patru libertăți, a fost difuzată în cadrul unui efort de strângere de obligațiuni de război care a colectat 132 de milioane de dolari. În întreaga țară au fost organizate mitinguri pentru obligațiuni, la care au participat celebrități, de obicei staruri de cinema de la Hollywood, pentru sporirea eficienței publicității pentru obligațiuni. Multe filme din acea perioadă, în special drame de război (o formă de propagandă în sine), includeau un mesaj grafic afișat în timpul genericului de final care îi sfătuia pe spectatori să „cumpere obligațiuni de război și timbre”, care erau uneori vândute în holul sălii de cinema. Asociația de Protecție a Editorilor Muzicali și-a încurajat membrii să includă mesaje patriotice pe partea din față a partiturilor muzicale, precum „Cumpărați obligațiuni și timbre americane”. Pe parcursul războiului, 85 de milioane de americani au cumpărat obligațiuni în valoare totală de aproximativ 185 de miliarde de dolari. Numit după Caravana Victoriei de la Hollywood din 1942, un film produs de Paramount în 1945 a promovat vânzarea de obligațiuni după sfârșitul celui de-al Doilea Război Mondial. Printre actorii care au participat s-au numărat Bing Crosby, Bob Hope, Alan Ladd, William Demarest, Franlin Pangborn, Barbara Stanwyck, Humphrey Bogart, și alții.

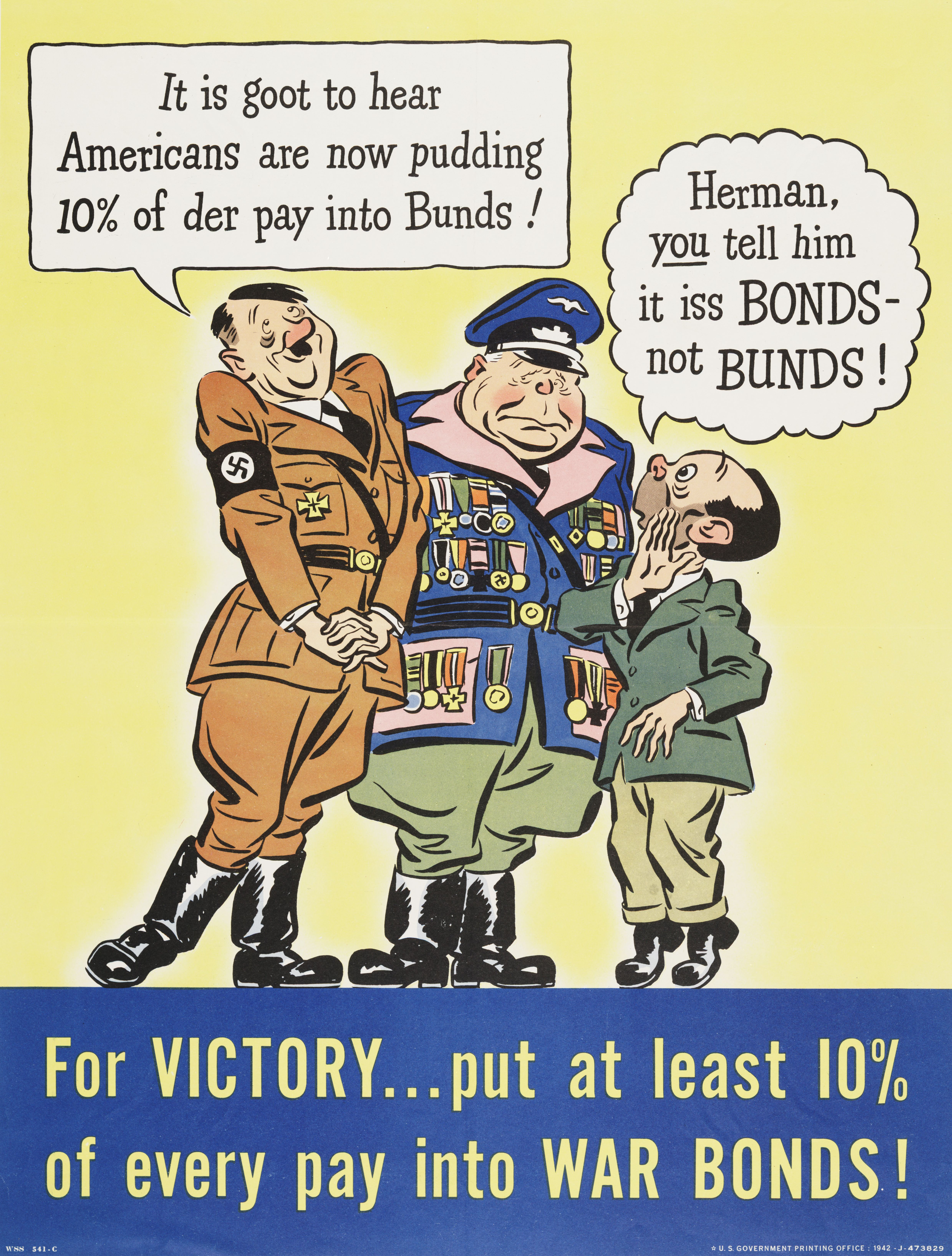
Afișul „Obligațiuni (bonds), nu bunds”, 1943

În afară de filme și muzică, au existat nenumărate alte programe organizate în toate statele pentru a încuraja achiziționarea de obligațiuni de război. O astfel de acțiune, care a avut loc cel puțin în Nebraska și Montana, a permis cetățenilor să „obțină capra lui Hitler (to get Hitler's goat)”, un joc de cuvinte pe baza expresiei „to get someone's goat”, care înseamnă să enervezi pe cineva. Capra era scoasă la „licitație”, iar banii erau direcționați direct către obligațiunile de război. Potrivit unei surse, scoaterea la licitație a „caprei lui Hitler” în Nebraska în 1942 a strâns 90 000 de dolari din vânzarea de obligațiuni de război
„Consiliul serviciului național pentru contestarii religioși (National Service Board for Religious Objectors)” a oferit obligațiuni civile în Statele Unite în timpul celui de-al Doilea Război Mondial, în principal membrilor așa-numitelor biserici istorice ale păcii, ca o alternativă pentru cei care nu puteau cumpăra în mod conștienți ceva menit să sprijine războiul. Acestea erau obligațiuni ale guvernului SUA care nu erau etichetate ca obligațiuni de apărare. În total, au fost vândute 33 006 subscripții, în valoare totală de 6,74 milioane de dolari, majoritatea către menoniți, fraților și quakerilor.
Cercetările au arătat că părțile implicate într-un conflict la începutul războiului pot obține finanțare ieftină. Pe măsură ce conflictul se dezvoltă, randamentele obligațiunilor cresc, dar numai până la un anumit nivel. Odată depășit un anumit prag, nu mai există nicio creștere a randamentului. Fenomenul a fost explicat prin efectul clientelei, adică diferențierea grupurilor care achiziționează instrumente financiare. Primele emisiuni de obligațiuni de război sunt acoperite în principal de investitori în căutare de profit și de așa-numita „cerere patriotică”. Pe măsură ce conflictul se dezvoltă, riscul crește și rămâne doar cererea patriotică.

## După încheierea celei de-a doua conflagrații mondiale

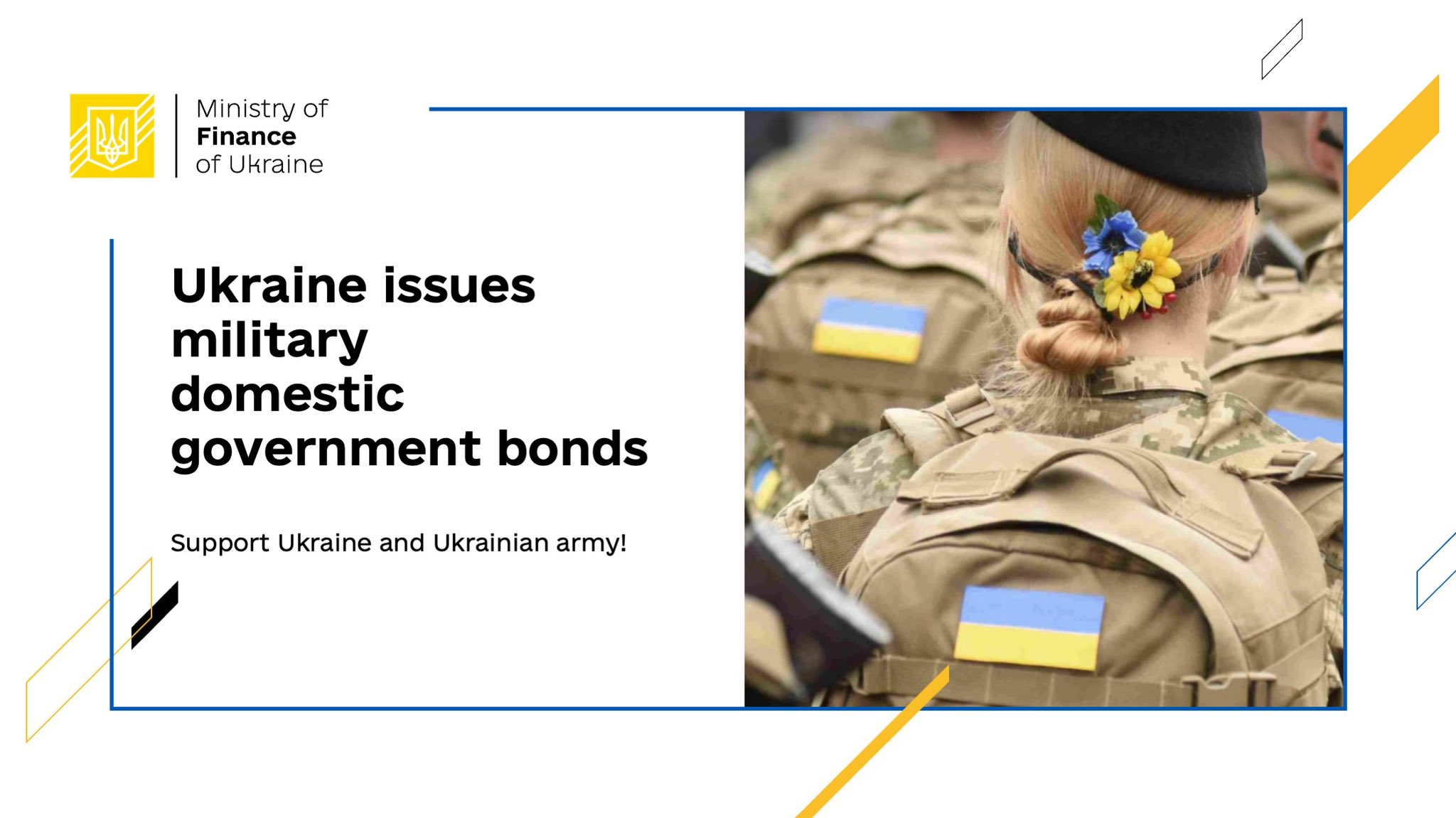
Promovarea vânzării de obligațiuni de război ucrainene în limba engleză (2022)

### Africa de Sud
La sfârșitul anilor 1970 și în anii 1980, Africa de Sud a emis obligațiuni cu bonusuri pentru apărare pentru a finanța războaiele de frontieră din Angola și Namibia și pentru a-și finanța industria de apărare supusă sancțiunilor internaționale.

### Ucraina
La 1 martie 2022, după invazia rusă din 2022, guvernul ucrainean a anunțat că va emite obligațiuni de război pentru a-și plăti forțele armate. Între martie și mai 2022, au fost vândute obligațiuni în echivalent în aproximativ 270 de milioane de dolari, cu scadență într-un an și cu un randament de 11%. Peste 70.000 de cumpărători au achiziționat obligațiuni cu valori mici de 1.000 de hrivne.

### Canada
La 28 octombrie 2022, în timpul invaziei ruse a Ucrainei, Canada a anunțat că va vinde obligațiuni susținute de guvern pe 5 ani pentru a strânge bani pentru Ucraina.